# 柳斯科區

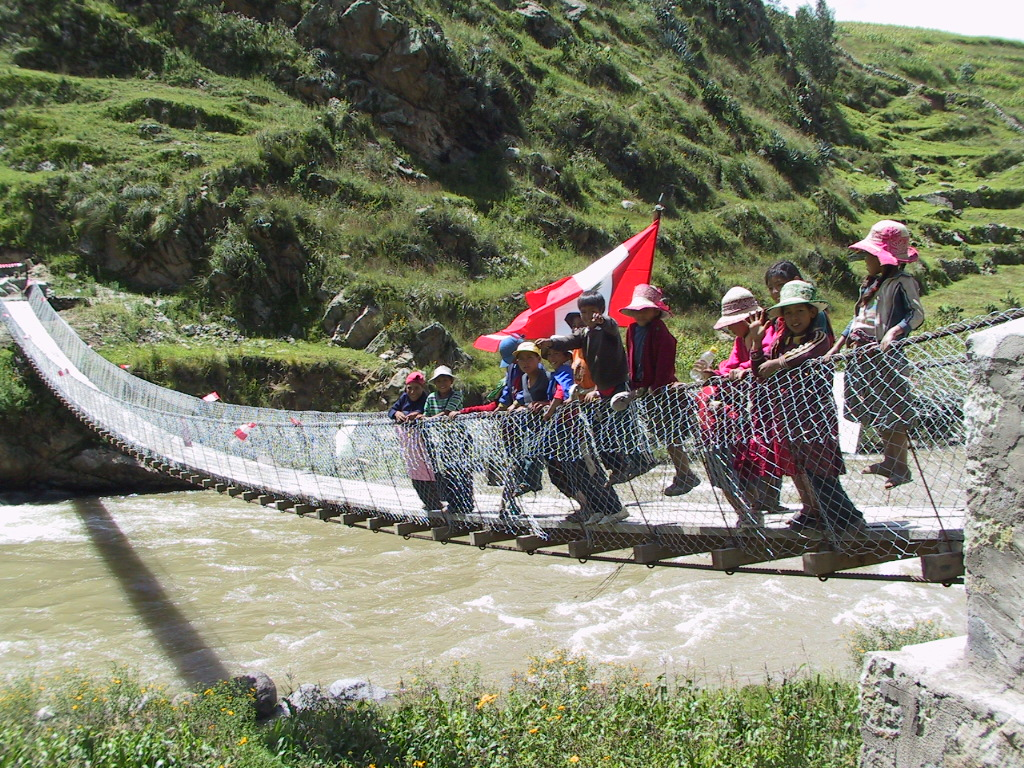

柳斯科區（西班牙語：Distrito de Llusco），是秘魯的一個區，位於該國南部庫斯科大區的瓊比維卡省，始建於1857年1月2日，面積315.42平方公里，海拔高度3,525米，2005年人口7,325，人口密度每平方公里23人。

## 地理
该地区最高的山峰之一是海拔 4,600 米（15,100 英尺）的 Qillwa Sirk'a。

## 种族
该地区的居民主要是盖丘亚人后裔的土著公民。